# Tyler Kwon
Tyler Kwon (tiếng Hàn Quốc: 타일러 권); sinh ngày 9 tháng 6 năm 1980) là nam doanh nhân người Mỹ gốc Hàn Quốc, hiện là Chủ tịch và Giám đốc điều hành của Tập đoàn Coridel Capital Partners có trụ sở tại New York, Hoa Kỳ.

## Sự nghiệp
Tyler Kwon tốt nghiệp với bằng BBA (cử nhân quản trị kinh doanh) từ Trường Kinh doanh Ross thuộc Đại học Michigan. Trước Coridel, anh từng làm việc trong nhóm Ngân hàng Đầu tư tập trung vào mua bán và sáp nhập cũng như cố vấn Tái cấu trúc cho Lazard Frères & Co, nơi anh đã tư vấn về nhiều giao dịch cho các công ty trong thị trường tiêu dùng, bán lẻ và công nghiệp như Air Liquide, một công ty quản lý tài sản thay thế có phạm vi toàn cầu tập trung vào vốn cổ phần tư nhân, thu nhập cố định và thị trường vốn là KKR (Kohlberg Kravis Roberts), Evenflo, The Bon-Ton Stores, Denison International và Richemont.
Tyler Kwon là Chủ tịch kiêm Giám đốc điều hành của Coridel Group, bao gồm Coridel Capital Partners, một công ty quản lý tài sản thay thế (alternative assets) toàn cầu; Coridel Entertainment, một công ty sản xuất và quản lý nghệ sĩ độc lập và Coridel Foundation, một tổ chức phi lợi nhuận thành lập nhà dành cho trẻ em và khuyến khích việc chăm sóc và nhận nuôi trẻ mồ côi.
Anh cũng từng là Chủ tịch của Tập đoàn Seoulcialite; một công ty tổ chức sự kiện và tiếp thị cửa hàng chuyên tổ chức các sự kiện nổi tiếng và độc quyền trong ngành giải trí ở Hàn Quốc. Ngoài ra anh từng là Chủ tịch của Mid South Packaging, nhà sản xuất bao bì sóng, xốp, sóng nhựa, bao bì ô tô, lõi giấy, bao bì đồ họa và màn hình POP.
Tại Hàn Quốc, công ty của anh từng là đối tác của Samsung, DIEGO, CJ Entertainment và thường xuyên cộng tác với nhiều nghệ sĩ như SNSD, G-Dragon, Lee Byung-hun, Kim Hee Sun, Han Ga In, F(x), 2PM, Lee Min Yeong và nhiều nghệ sĩ khác.
Ngày 15 tháng 3 năm 2013, Tập đoàn Coridel Capital Partners của Tyler đã có thỏa thuận hợp tác xuyên biên giới Mỹ - Hàn với Tập đoàn Giải trí Anh Hoàng (EEG) của Hồng Kông.
Năm 2015, anh thành lập Coridel Entertainment.

## Đời tư
Năm 2012, anh  hẹn hò với nữ ca sĩ Chung Hân Đồng và chia tay vào tháng 5 năm 2013.